# Drapelul Ciprului

Steagul Ciprului

Drapelul Ciprului a fost adoptat la 16 august 1960. Este de culoare albă și înfățișează  harta insulei, în portocaliu (oranj), și două ramuri de măslin.

## Istoric
Înainte de introducerea drapelului Ciprului, în insulă se foloseau steagurile Greciei și Turciei. Steagul actual a fost creat după un concurs organizat în 1960.

## Akrotiri și Dhekelia
Akrotiri și Dhekelia sunt două baze militare suverane ale Regatului Unit situate în Cipru. Bazele au fost păstrate sub administrarea Regatului Unit după acordarea independenței în 1960 datorită poziției strategice a Ciprului în Marea Mediterană.

Drapelul Regatului Unit din Akrotiri și Dhekelia

Ultimul pavilion al Ciprului sub dominația colonială britanică din 1922 până în 1960

Versiune a drapelului folosit din aprilie până în august 1960

Versiune a drapelului folosit din august 1960 până în aprilie 2006

Versiune a drapelului folosit din august 2006 și până în prezent

Drapelul propus pentru Cipru unic în planul Annan 2004